# Kommunistiska stater
En kommunistisk stat är en vanlig benämning på en stat styrd av ett kommunistiskt parti. Termen har avvisats och avvisas av många. Kommunismen är enligt den marxistiska terminologin ett statlöst och klasslöst samhällssystem, och omfattar alltså inte någon regering eller stat över huvud taget.
Vid Sovjetunionens kommunistiska partis tjugoandra partikongress 1961 beslutade man om ett nytt partiprogram som försäkrade att partiets mål skulle vara uppnådda inom tjugo år och att Sovjetunionen skulle vara ett kommunistiskt samhälle senast 1980.
Kännetecknande för statsskicket i en kommuniststat är att det finns ett enpartisystem där det styrande partiet bekänt sig till marxism-leninism. Andra ideologier de statsstyrande kommunisterna tillämpat kan anses vara titoism, marxism, stalinism och maoism. 
Länder där kommunistiska partier för en tid kommit i regeringsställning genom demokratiska val, till exempel Cypern, Nepal eller Moldavien räknas alltså inte till kommunistiska stater. 

## Nuvarande kommunistiska stater

Karta över nuvarande (2024) kommunistiska stater.

- Nordkorea (sedan 1948) ("juche")
- Kina (sedan 1949) ("Socialism med kinesiska särdrag")
- Kuba (sedan 1959)
- Laos (sedan 1975)
- Vietnam (sedan 1976)

## Före detta kommunistiska stater

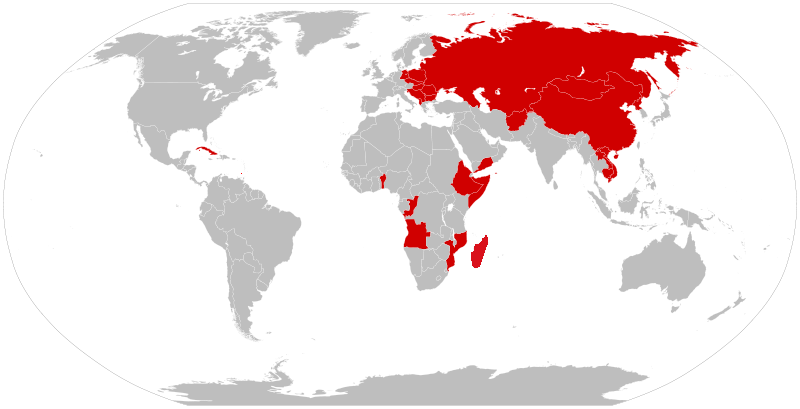
Karta över länder som varit kommunistiska stater.

### Europa
- Sovjetunionen (1922–1991)
- Östtyskland (1949–1990)
- Tjeckoslovakien (1948–1989)
- Ungern (1919, 1948–1989)
- Polen (1947–1989)
- Bulgarien (1946–1990)
- Jugoslavien (1945–1992)
- Albanien (1946–1992)
- Rumänien (1946–1989)

### Afrika
- Etiopien (1974–1991)
- Angola (1976–1991)
- Moçambique (1975–1989)
- Republiken Kongo (1970–1991)
- Benin (1972–1989)
- Somalia (1960–1991)
- Zimbabwe (1980–1991)
- Madagaskar (1975–1992)

### Asien
- Sovjetunionen (1922–1991)
- Mongoliet (1924–1992)
- Kambodja (1975–1979)
- Afghanistan (1978–1992)
- Sydjemen (1967–1990)

### Amerika
- Grenada (1979–1983)